# Rivula albistriga
Rivula albistriga là một loài bướm đêm trong họ Erebidae.